# Arnold Röhrling
Arnold Röhrling (* 28. Mai 1893 in Hainfeld (Niederösterreich); † 24. Jänner 1974 in Wien) war ein österreichischer Komponist und Professor an der Musikschule Wien III.

## Leben
Röhrlings Mutter stammte aus Bad Tatzmannsdorf, wo er auch seine Kindheit verbrachte. Von 1909 bis 1912 besuchte er die Landwirtschaftliche Lehranstalt Francisco Josephinum in Mödling und anschließend die Landwirtschaftliche Fakultät der Universität Halle an der Saale. Zudem studierte er an der Hochschule für Musik in Leipzig u. a. bei Max Reger Komposition. 1916 rückte er zum Militärdienst ein und war anschließend bis 1920 bei der Auflösung des ehemaligen Kriegsministeriums beschäftigt. Nach vorübergehender Anstellung bei der Allgemeinen Verkehrsbank setzte Röhrling nach 1924 sein Musikstudium (Komposition) an der Akademie für Musik und darstellende Kunst Wien fort und arbeitete als privater Klavierlehrer.
Unter dem Vorsitz von Rudolf Theumer, der auch die Texte zur Traumbuche verfasste, wurde im November 1928 zur Förderung des Komponisten der „Arnold Röhrling-Verband“ in Wien gegründet, der bald seine offensichtlich intensive Tätigkeit aufnahm. Nach 1928 erntete Röhrling bei Konzerten mit eigenen Werken wie Liedern, Sonaten, Quartetten und Trios erste Erfolge. Dabei fiel vor allem seine Verwendung des Saxophons in Kammermusikwerken auf. 1931 wurde seine sinfonische Dichtung „Bilder aus dem Burgenland“ und 1937 seine Kammermusikoper „Die Traumbuche“ in Wien uraufgeführt.

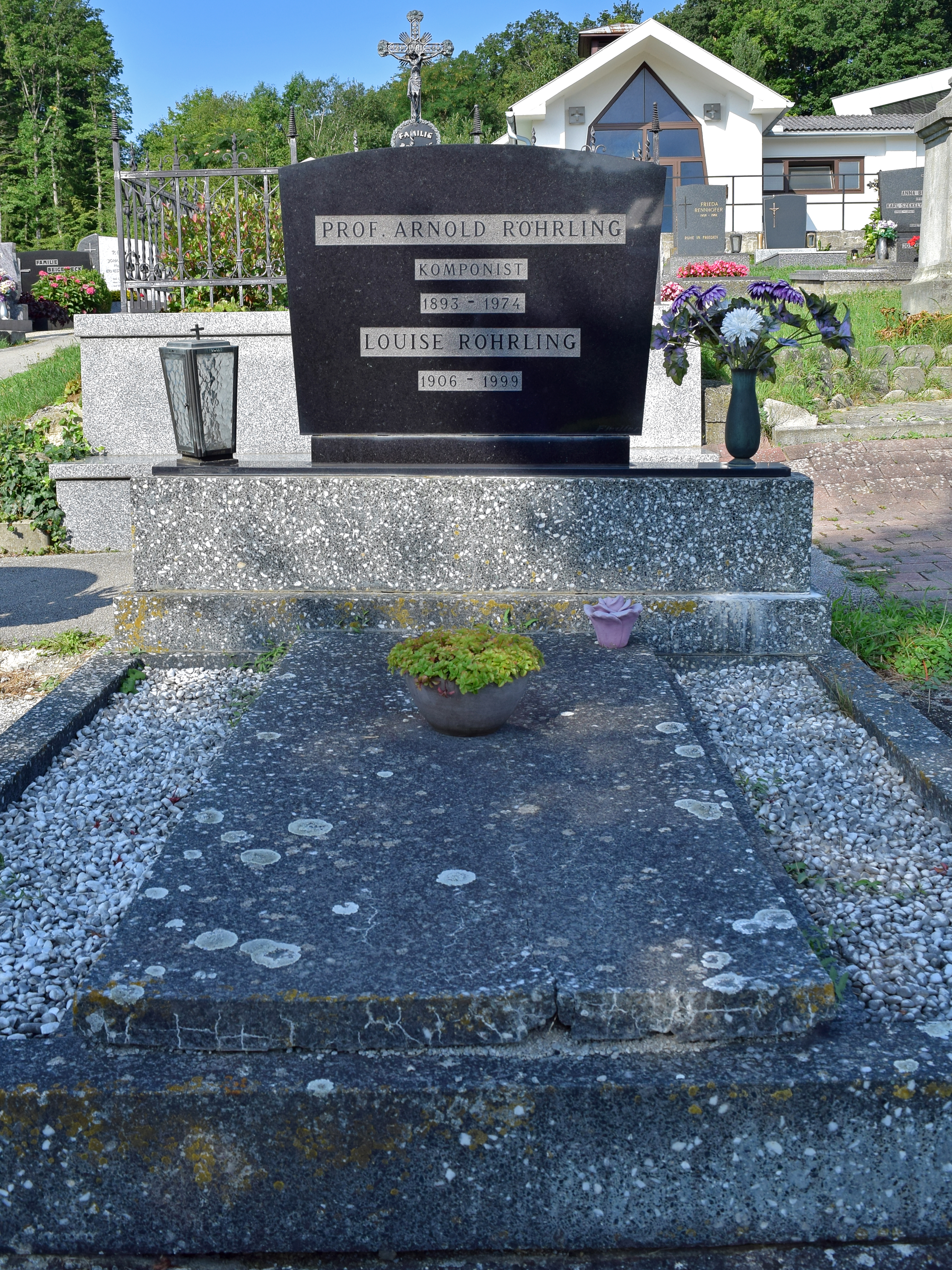
Grab von Arnold Röhrling in Bad Tatzmannsdorf

1940 wurde Röhrling erneut zum Militär eingezogen, konnte aber 1943 bereits wieder abrüsten. Er übernahm im selben Jahr die Leitung der Musikschule Wien III, eine Filiale des Konservatoriums der Stadt Wien. 1952 wurde er zum Professor ernannt. Nach seiner Pensionierung 1963 zog er sich nach Bad Tatzmannsdorf zurück und lebte abwechselnd hier und in Wien. Er engagierte sich nach dem Zweiten Weltkrieg am Aufbau des Musikschulwerkes im Rahmen des Volksbildungswerkes für das Burgenland.
In seinem mehr als 100 Kompositionen umfassenden Schaffen stehen neben Liedern für Sopran, Tenor oder Bariton, Konzert-Etüden, Sonaten und Variationen für Klavier, großen Orchesterwerken bis zur Sinfonie, vor allem Klavierwerke im Vordergrund. Er verstarb am 24. Januar 1974 in Wien und wurde in Bad Tatzmannsdorf in einem Ehrengrab beigesetzt.
Arnold Röhrling wurde nach dem Zweiten Weltkrieg in Zeitungsberichten als „repräsentativster Komponist des Burgenlandes“ bezeichnet und galt „in Fachkreisen als der burgenländische Komponist’“ und seine Werke wurden mehrfach von den Philharmonikern Wien aufgeführt.
An ihn erinnert heute in Bad Tatzmannsdorf eine Gedenktafel an seinem ehemaligen Wohnhaus in der Feldgasse sowie der Arnold Röhrling Platz.

## Auszeichnung
- 1952 – Verleihung des Berufstitels Professor
- 1963 – Großes Ehrenzeichen des Landes Burgenland